# Okluky
Der Okluky ist ein linker Nebenfluss der March in Tschechien.

## Geographie
Der Okluky entspringt am westlichen Abhang der Lesná (696 m) in den Weißen Karpaten. An seinem Lauf in nordwestliche Richtung liegen die Ortschaften Horní Němčí, Slavkov, Padělský Mlýn, Dolní Němčí und Hluk. Hier erreicht das Flüsschen die Obermährische Senke und wendet sich nach Westen. Über Ostrožská Lhota, Dvůr Obora, Ostrožské Předměstí und Kvačice erreicht der Okluky schließlich gegenüber von Uherský Ostroh die March.
Der Okluky hat eine Länge von 31,1 km, sein Einzugsgebiet beträgt 121,3 km².

## Zuflüsse
- Zlejšovský potok (l), Slavkov
- Hluboček (r), Hluk
- Boršický potok (l), bei Hluk
- Petříkovec (r), Kvačice